# Бучим
Бучим (мкд. Бучим) је насеље у Северној Македонији, у југоисточном делу државе. Бучим је насеље у оквиру општине Радовиште.
Поред Бучима се налази истоимени рудник Бучим.

## Географија
Бучим је смештен у југоисточном делу Северне Македоније. Од најближег града, Радовишта, насеље је удаљено 15 km западно.
Насеље Бучим се налази у историјској области Јуруклук. Насеље је положено на северозападном ободу Радовишког поља. Источно од села уздиже се планина Плачковица. Надморска висина насеља је приближно 670 метара. 
Месна клима је континентална.

## Становништво
Бучим је према последњем попису из 2002. године имао 320 становника.
Већинско становништво у насељу су етнички Турци (100%).
Претежна вероисповест месног становништва је ислам.